# Дон Жуан (фильм, 1979)
Дон Жуан (итал. Don Giovanni) — франко-итальянский фильм 1979 года режиссёра Джозефа Лоузи, экранизация одноимённой оперы В. А. Моцарта. Одна из наиболее успешных адаптаций опер на большом экране. В главной роли — Руджеро Раймонди, дирижёр Лорин Маазель.

## Сюжет
Сюжет фильма полностью повторяет сюжет оперы Моцарта «Дон Жуан».
После неудачной попытки соблазнить Донну Анну (Эдда Мозер), Дон Жуан (Руджеро Раймонди) убивает её отца (Командора), который попытался его остановить. Жуан со своим слугой Лепорелло (Жозе Ван Дам) скрываются с места преступления и возвращаются на виллу.

 На следующее утро Дон Жуан встречает Дону Эльвиру (Кири Те Канава), женщину которую он в прошлом соблазнил и бросил. Однако Эльвира продолжает любить своего соблазнителя. Увлеченный юной крестьянкой Церлиной (Тереза Берганца), Дон Жуан пытается привлечь её внимание, однако Дона Эльвира рушит все его планы.

Вскоре Донна Анна узнаёт, кто убил её отца, и решает отомстить убийце, в чём ей соглашается помочь её жених Дон Оттавио. Между тем Жуан уже увлечён служанкой Донны Эльвиры. Поменявшись одеждой с Лепорелло, он исполняет под её окнами серенаду. Неожиданно появляется Мазетто, возлюбленный Церлины, который хочет наказать Жуана за флирт с девушкой, но смелому повесе вновь удаётся скрыться.

 Вечером того же дня Лепорелло и Дон Жуан видят на кладбище статую Командора. Жуан, кичась своей храбростью, приглашает Командора на ужин. Командор соглашается.

 По возвращении домой Жуан устраивает  пирушку. Донна Эльвира, которой молодой распутник небезразличен, предпринимает последнюю попытку образумить его, но безрезультатно. Жуан не желает бросать жизнь полную удовольствий. Неожиданно появляется статуя Командора, которая также призывает раскаяться молодого повесу, но Жуан продолжает упорствовать. Рассерженный Командор отправляет распутника в Ад.

## Места съёмок
Согласно либретто Лоренцо да Понте, события оперы разворачиваются в Испании. Однако действие фильма Лоузи происходит в Венеции, а также в области Венеция (г. Виченца). Основные съемки проходили на вилле Ротонда.

## В ролях
- Руджеро Раймонди — Дон Жуан
- Джон Макарди — Командор
- Эдда Мозер — Донна Анна
- Кири Те Канава — Донна Эльвира
- Кеннет Ригел — Дон Оттавио
- Жозе ван Дам — Лепорелло
- Тереса Берганса — Церлина
- Малкольм Кинг — Мазетто

## Награды и номинации
Премия «Сезар»-1980
- Лучший фильм (реж. Джозеф Лоузи) — Номинация
- Лучший режиссёр (Джозеф Лоузи) — Номинация
- Лучший монтаж (Реджинальд Бек) — Награда
- Лучшие декорации (Александр Траунер) — Награда

Премия «Давид ди Донателло»-1980
- Migliore Produzione — Награда

Премия BAFTA-1981
- Лучший дизайн костюмов (Франц Сальери) — Номинация
- Лучший звук (Жан-Луи Дюкарм, Жак Момон, Мишель Ненни) — Номинация